# エイセス・アイアンイーグル3
『エイセス・アイアンイーグル3』は、1992年にパック・イン・ビデオから発売されたファミリーコンピュータ用シューティングゲームソフト。映画『エイセス/大空の誓い』（1992年）のゲーム化であるが、タイトルは邦題ではなく英語の原題をそのままカタカナ化している。
本作は1992年4月に北米にて『Ultimate Air Combat』のタイトルで発売され、同年に同タイトルで欧州でも発売された。

## 概要
コナミの『トップガン』（1987年）のような、主観視点の擬似3Dフライトシューティングを含んでいるが、『トップガン』と比べてこちらは左右に自由にロールする事ができるなど、よりリアルな操作ができるようになっている。

## ゲーム内容
ゲーム開始時は、まず4つのミッションの中から好きなものを選び、ブリーフィングの後それぞれ性能や搭載兵器が異なる戦闘機（F-14、F/A-18、ハリアー）の中から使用するものを選択、最後に搭載兵器の選択を行いミッションをスタートする。
ミッションは前後パートに分かれており、前半は3Dフライトシューティングパート、後半は2Dマップの地上攻撃パートとなる。
ミッションをクリアした後は残っている他のミッションを攻略し、4つ全て攻略すると残存している戦闘機の強化シーンに移行し、また新しく下った4つのミッションを攻略していく。
コンティニューはパスワード方式である。

## スタッフ
- プログラム：デニス・キャスウェル、ジェフ・A・レファーツ
- プロデュース：スティーヴン・アクリッチ
- コ・プロデュース：ジョー・イバラ、トム・スローパー
- デザイン：クリストファー・シェン
- アシスト：ア・キャスト・オブ・サウザンド
- グラフィック：ポール・ワッツ、カレン・マンガム、ブルース・クルーガー、ジーン・Z・ション、シェリル・ノウルズ、クリスティン・J・マロリー、ミミ・ドゲット、ジェフ・A・レファーツ、デニス・キャスウェル、クリスティン・ウィグレン
- 音楽：リチャード・マイルス・ブーガー
- 追加音楽：マシュー・ベラルド
- 効果音：ピート・モクリス
- テスティング：ケリー・ウォーカー・ロジャーズ
- マーケティング・サポート：ケリー・ズマック
- プレイヤーズ・ガイド：R.B.チーク
- プレイヤーズ・ガイド・デザイン：リサ・ノートン
- スクリーン・ショット：パット・ズマック
- スペシャル・サンクス：ダグ・バーネット、ステファン・L・コックス、ケリー・フロック、ルイス・リヴァス、チャック・ロムバーガー、マシュー・S・C・サルコニ、トニー・ヴァン、ウィリアム・D・ヴォルク

## 評価
ゲーム誌『ファミコン通信」の「クロスレビュー」では、5・8・5・3の合計21点（満40点）、『ファミリーコンピュータMagazine』の読者投票による「ゲーム通信簿」での評価は以下の通りとなっており、19.4点（満30点）となっている。
| 項目 | キャラクタ | 音楽 | お買得度 | 操作性 | 熱中度 | オリジナリティ | 総合 |
| 得点 | 3.5        | 3.3  | 3.2      | 3.3    | 3.2    | 3.0            | 19.4 |